# Grace Van Dien
Caroline Dorothy Grace Van Dien (Los Ángeles, California; 15 de octubre de 1996) es una actriz, escritora, productora, directora y streamer estadounidense. Su papel más reconocido a la fecha ha sido interpretando a Chrissy Cunningham en la cuarta temporada de la serie de Netflix, Stranger Things. También ha ganado prominencia a través de sus papeles en las series dramáticas Greenhouse Academy (2017) y The Village (2019). Interpretó a Sharon Tate en la película Charlie Says (2018), dirigida por Mary Harron.

## Carrera
Caroline Grace Van Dien creció en Los Ángeles, California. Es hija de los actores Casper Van Dien y Carrie Mitchum, y bisnieta de la estrella de la Edad de Oro de Hollywood, Robert Mitchum. También es la tátara sobrina del renombrado actor de cine mudo Harold Lloyd.[cita requerida]
Hizo su primera aparición en la serie de telerrealidad I Married a Princess, que se emitió en el canal Lifetime Television de los Estados Unidos en 2005. Van Dien interpretó varios papeles pequeños en películas de su padre durante su infancia. Antes de comenzar formalmente su carrera como actriz, tenía la intención de convertirse en escritora, antes de descubrir su pasión por la actuación mientras filmaba La bella durmiente (2014).
Entre 2010 y 2016 interpretó pequeños papeles televisivos en The Dog Who Saved Christmas Vacation, Code Black y Max. En 2015 interpretó a Ali para la película San Andreas Quake. Al año siguiente obtuvo un papel protagónico en thriller cinematográfico The Bad Twin, interpretando a Olivia y Quinn, dos hermanas gemelas que se mudan con su tía después de que su madre sea ingresada en un centro psiquiátrico. Más tarde actuó como Jessa en Patient Seven y en Army Dog como Tata Holloway.
En 2017 obtuvo una pequeña participación en el horror cinematográfico Awaken the shadow man donde interpreta a Samantha, y más tarde en la serie White Famous como Ryann. Ese mismo año también interpreta a Amy en la película Escaping Dad junto a la actriz estadounidense Sunny Mabrey.
Su papel más importante en televisión fue como Brooke Osmond en la serie dramática para adolescentes de Netflix, Greenhouse Academy, un papel que interpretó en las dos primeras temporadas de la serie (2017-2019). En 2018, interpretó a Sharon Tate en la película biográfica Charlie Says, que tuvo su estreno mundial en el 75.º Festival Internacional de Cine de Venecia. En 2019, interpreta el papel protagónico de Katie Campbell en la serie dramática de NBC The Village, que fue cancelada después de una temporada. Y también tuvo una participación en la famosa serie de ABC The Rookie
En 2020 actuó como Lena en la película estadounidense de parodia The Binge, dirigida por Jeremy Garelick y escrita por Jordan VanDina. También protagonizó Riding Faith como Grace y Lady Driver como Ellie Lansing. En 2020 reveló su gran desempeño como directora estrenando su primer cortometraje Monsters and Muses en el cual también actúa junto a Michaela McManus.
En 2022, Van Dien protagonizó como invitada la cuarta temporada de la serie de Netflix Stranger Things, interpretando a Chrissy Cunningham, una animadora popular, pero con problemas en Hawkins High School. Ese mismo año se estrenó V for Vengeance en el cual la actriz protagonizó junto a Jocelyn Hudon.
En 2022, Van Dien decide comenzar a hacer streaming de videojuegos a través de la plataforma de Twitch, llegando a más de 200,000 seguidores dentro de los tres meses posteriores al inicio de su canal. Firmó con United Talent Agency para representación en agosto de 2022. En marzo de 2023, Van Dien declaró durante una transmisión en vivo de Twitch, que dedicaría más tiempo al streaming y dirigir más que a la actuación.
Durante la pandemia de COVID-19 filmó la película What Comes Around, también titulada como Roost'. La película tuvo su estreno mundial en el Festival Internacional de Cine de Toronto de 2022 el 15 de septiembre de 2022.

## Filmografía
| Año  | Título                          | Role                   | notas                        |
| ---- | ------------------------------- | ---------------------- | ---------------------------- |
| 2014 | Bella Durmiente                 | Princesa Dawn          |                              |
| 2015 | Terremoto de San Andrés         | Ali                    |                              |
| 2015 | Tornado de fuego                | Novia                  |                              |
| 2016 | Leap                            | Tara Holloway          |                              |
| 2016 | Casillero de almacenamiento 181 | Grace                  |                              |
| 2016 | Paciente siete                  | Paciente cinco (Jessa) |                              |
| 2017 | Awaken the Shadowman            | Samantha               |                              |
| 2018 | Charlie Says                    | Sharon Tate            |                              |
| 2020 | Montando la Fe                  | Grace                  |                              |
| 2020 | Lady Driver                     | Ellie Lansing          |                              |
| 2020 | El Atracón                      | lena                   |                              |
| 2022 | V de venganza                   | Scarlett               |                              |
| 2022 | Que viene alrededor             | Anna                   | originalmente titulado Roost |

### Televisión
| Año       | Título                                        | Role               | Notas                                                           |
| --------- | --------------------------------------------- | ------------------ | --------------------------------------------------------------- |
| 2005      | Me casé con una princesa                      | Ella misma         | Serie de telerrealidad                                          |
| 2010      | El perro que salvó las vacaciones de Navidad  | La hija de Randy   | película de televisión; acreditada como Caroline Grace Van Dien |
| 2015      | Código negro                                  | Amiga uno          | Episodio: " Condiciones preexistentes "                         |
| 2016      | Max                                           | Ruby               | Piloto de televisión no vendido                                 |
| 2016      | La gemela mala                                | Olivia / Quinn     | película de televisión                                          |
| 2017      | Escaping Dad                                  | Amy                | película de televisión                                          |
| 2017      | White Famous                                  | Ryann              | Episodios: "Woo", "Dualidad"                                    |
| 2017-2019 | Greenhouse Academy                            | Brooke Osmond      | Papel principal (temporadas 1-2)                                |
| 2019      | The Village                                   | Katie Campbell     | Rol principal                                                   |
| 2019      | ¡¿¿Lo que acaba de suceder??! con fred savage | Tori               | Episodio: "Havenbrook"                                          |
| 2019      | El novato                                     | Olivia             | Episodio: " Amor duro "                                         |
| 2021      | Brújula inmoral                               | Tally              | Episodio: "Parte 4: Paternidad"                                 |
| 2022      | Stranger Things                               | Chrissy Cunningham | Episodio: "El Hellfire Club"                                    |
| 2023      | QTC's Murder Mystery                          | Cheshire Cat       | Episodio: "Murder Mystery in Wonderland!"                       |

### Cortometrajes
| Año  | Título             | Role       | Notas                  |
| ---- | ------------------ | ---------- | ---------------------- |
| 2020 | Monsters and Muses | Persephone | También como Directora |

### Video musical
| Año  | Título            | Artista    | Notas |
| ---- | ----------------- | ---------- | ----- |
| 2019 | Cool People in LA | Bret James |       |

## Premios y Nominaciones
| Año  | Premio                              | Categoría           | Trabajo Nominado   | Resultado |
| ---- | ----------------------------------- | ------------------- | ------------------ | --------- |
| 2021 | Global Shorts                       | Award of Excellence | Monsters and Muses | Ganadora  |
| 2021 | Women's International Film Festival | Best Director       | Monsters and Muses | Ganadora  |